# Корома, Абдул
Абдул Гадир Корома (род. 29 сентября 1943 года во Фритауне) — юрист из Сьерра-Леоне, который отработал два срока на посту судьи в Международном суде ООН (с 1994 по 2012 год).

## Биография
Он получил образование в СССР — в Киевском государственном университете, где стал магистром права; а также в Королевском колледже Лондона, где он стал магистром философии по международному праву. Тема дипломной работы — «Урегулирование территориальных и пограничных споров в Центральной Африке». Он также имеет почётную степень доктора права Университета Сьерра-Леоне и является почётным членом Линкольнс-Инн.
После окончания учёбы с 1969 года Корома работал в Министерстве иностранных дел Сьерра-Леоне, позднее работал в Верховном суде, был специальным советником генерального прокурора и министра юстиции. В 1982—1994 годах Корома был членом Комиссии международного права ООН, в 1991 году был её председателем.
В 1994 Корома был избран судьёй Международного суда ООН, в конце своего первого срока он переизбрался и снова был кандидатом на переизбрание на выборах судей в 2011 году. Однако в этот раз последнее вакантное место досталось Джулии Себутинде, которая получила большую поддержку в Генеральной ассамблее ООН. В итоге срок судейских полномочий Коромы истёк 5 февраля 2012 года.
В знак признания его вклада в международное право группа учёных и практиков международного права выпустила сборник эссе в честь судьи Коромы. Работа под названием «Защищая человечество» (англ. Shielding Humanity) вышла в июле 2015 года под редакцией Чарльза Джалло и Олуфеми Элиаса. В текст включена практика Международного суда ООН с акцентом на Африку и африканских учёных.